# Distretto di Sinferopoli
Il distretto di Sinferopoli (in russo Симферопольский район?; in ucraino Сімферопольський район?; in tataro: Aqmescit rayonı) è un rajon appartenente de jure alla Repubblica Autonoma di Crimea e de facto alla Repubblica di Crimea con 158.829 abitanti al 2013. Il capoluogo è l'omonima città.

## Geografia antropica
Il distretto è suddiviso in tre insediamenti urbani e 18 insediamenti rurali con 103 villaggi.

### Insediamenti di tipo urbano
| Insediamenti di tipo urbano |             |                           |                  |
| Nome                        |             |                           |                  |
| trascritto ucraino          | ucraino     | russo                     | tataro di Crimea |
| Hvardijs'ke                 | Гвардійське | Гвардейское (Gvardejskoe) | crh:Sarabuz      |
| Mykolajivka                 | Миколаївка  | Николаевка (Nikolaevka)   | crh:Nikoyevka    |
| Molodižne                   | Молодіжне   | Молодёжное (Molodiёšnoe)  | crh:Molodöjnoye  |

## Popolazione
Dati demografici tratti dal censimento della popolazione del 2001:
| Nazionalità       | Numero locutori | Dato percentuale |
| Russi             | 73.753          | 49,4             |
| Ucraini           | 35.098          | 23,5             |
| Tartari di Crimea | 33.161          | 22,2             |
| Bielorussi        | 2.038           | 1,4              |
| Armeni            | 849             | 0,6              |
| Tatari            | 545             | 0,4              |
| Greci             | 517             | 0,3              |
| Moldavi           | 255             | 0,2              |
| Polacchi          | 245             | 0,2              |
| Azeri             | 237             | 0,2              |
| Ciuvasci          | 196             | 0,1              |
| Tedeschi          | 191             | 0,1              |
| Usbechi           | 168             | 0,1              |
| Bulgari           | 116             | 0,1              |